# Villa Ventana
Villa Ventana es una localidad en el sudoeste de la provincia de Buenos Aires, Argentina. Está ubicada en el partido de Tornquist, dentro del sistema de Ventania.

## Ubicación
Se encuentra a 17 km de la localidad de sierra de la Ventana sobre la ruta provincial 76, ubicado entre los arroyos Belisario y Las Piedras.
Se accede desde el norte de la provincia de Buenos Aires por la RP 76, desde el sur (Bahía Blanca) por la RN 33, luego por la RP 76 y desde el este por la RP 72 a la cual se llega desde Coronel Dorrego y luego por la RP 76.
Desde Buenos Aires se puede llegar en ferrocarril desde Plaza Constitución, arribando a Tornquist (Vía Lamadrid). También se puede llegar en micros que parten de la Estación Retiro todos los días con excepción de sábados. Otra alternativa es viajar en avión, arribando a la ciudad de Bahía Blanca y desde allí combinando los servicios de trenes y micros.

## Población
Cuenta con 609 habitantes (Indec, 2010), lo que representa un incremento del 36,5 % frente a los 446 habitantes (Indec, 2001) del censo anterior.
| Gráfica de evolución demográfica de Villa Ventana entre 1991 y 2010 |
|                                                                     |
| Fuente: censos nacionales del INDEC                                 |

## Turismo

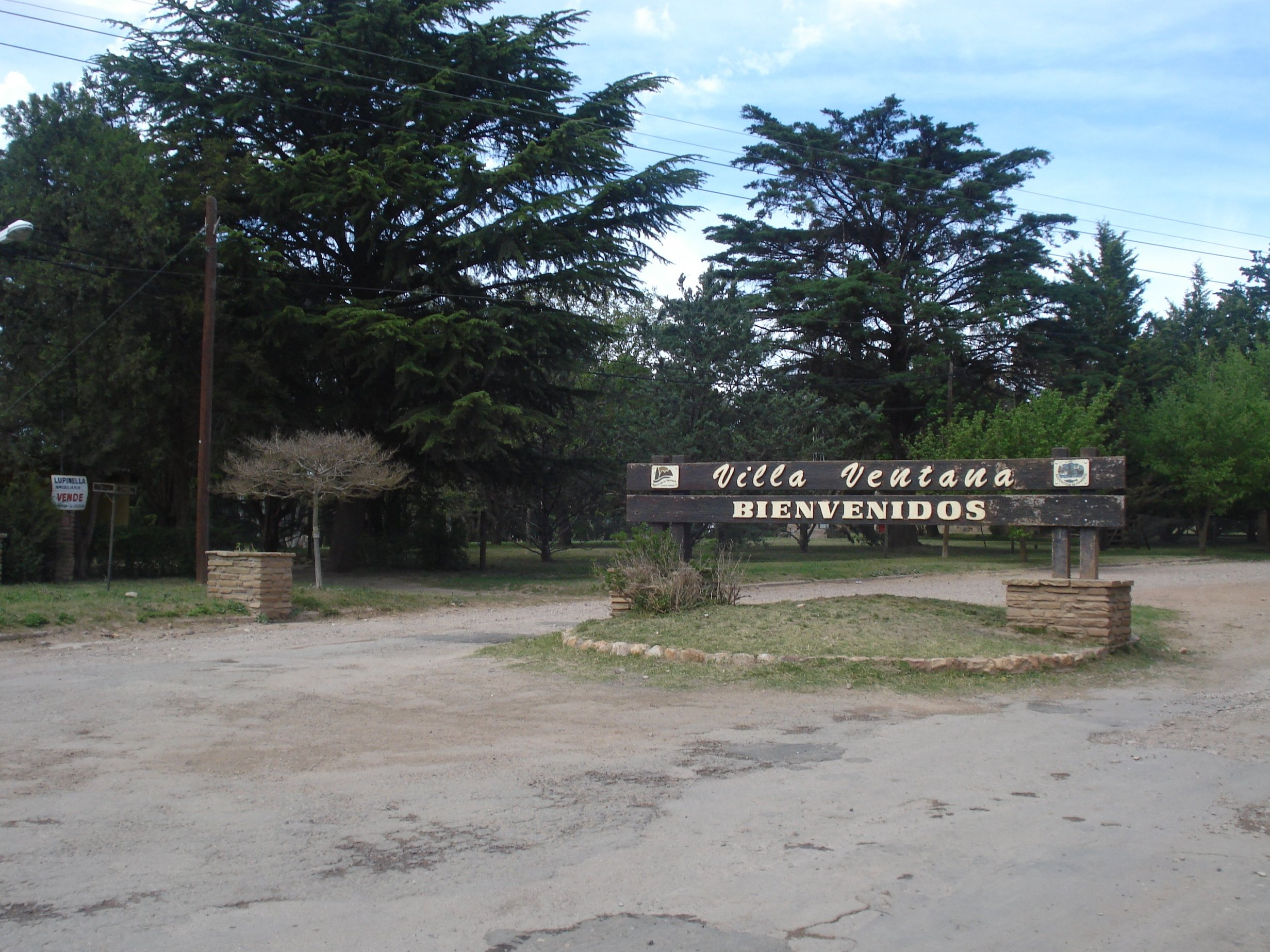
Entrada a Villa Ventana.

Cuenta con viviendas, residencias, cabañas y casas de fin de semana. Allí residen artesanos que trabajan piedra, madera, metales, cerámicas, títeres y cuero; exhibiéndolas en sus domicilios y abriendo sus puertas al turista. También es una localidad reconocida por sus casas de té, las cuales cuentan con deliciosa pastelería. 

### Parque provincial Ernesto Tornquist
El Parque provincial Ernesto Tornquist dispone de áreas forestadas y parquizadas, fogones y baños, disfrutando una jornada al aire libre y en contacto con el ambiente serrano. Con antelación puede solicitarse una muestra audiovisual con la explicación del guardaparque o guía voluntario: instruir sobre la importancia del parque y su trabajo de protección y conservación de las especies autóctonas y endémicas.

#### Datos útiles
- Distancias desde:
  - Tornquist: 35 km;
  - Villa Serrana La Gruta: 8 km;
  - San Andrés de la Sierra: 8 km
  - Sierra de la Ventana: 17 km
  - Saldungaray: 29 km
  - Bahía Blanca: 107 km
- Excursiones
  - Los piletones (autoguiado): la primera subida coincide con la primera estación; el ascenso a la sierra de la Ventana es moderado a fuerte. Recuerde que tiene que volver a la base, y que los celulares no funcionan.
- La Escondida: recorrido corto y moderado
- Reserva de Pastizal y Zona de Cuevas: 8 km en vehículo por los faldeos de las sierras, pudiendo apreciarse animales autóctonos e introducidos, en un ambiente escasamente modificado, caminata de 2.30 h de duración. El circuito está dentro de la reserva intangible, con 8 paradas realizadas en sitios apropiados para observar flora, fauna, geología y arqueología presentes en nuestras sierras: piletas naturales del arroyo El Toro, la cueva del Toro, la piedra de los Mil Ecos, la piedra de la Mesa y el Alero de Corpus Christi (con arte rupestre).

Esta excursión se realiza sobre base de 4 personas como mínimo y la realizan guías externos al parque
- Ascenso al cerro Bahía Blanca: se observan el cordón Esmeralda y la Villa Ventana; trekking moderado de escasa duración y autoguiado.
- Descenso del cerro Bahía Blanca.
- Visita guiada nocturna: excursión propuesta del parque provincial Ernesto Tornquist; una de las primeras en Argentina; con dos horas recorriendo distintos ambientes.
- Ascenso al cerro de la Ventana son 9 estaciones y entre la estación 4 y 5 la dificultad es tres veces la subida a la primera estación. (Recuerde que tiene que volver, y la idea es hacerlo sano).

### Otros avisos
- Si va a realizar algún circuito, lleve borcegos (o zapatillas) con medias.
- En estas excursiones son muy importantes los tobillos.
- Descanse y disfrute del paisaje, no es ninguna maratón.
- Entiendan y sepan sus limitaciones.
- Sea consciente de sus limitaciones físicas.
- La sala sanitaria más cercana se encuentra en Villa Ventana, a 10 km.
- Respete las instrucciones y recomendaciones de los guardaparques, ellos saben lo que le dicen y tienen excelente disposición.
- Cuenta con señal de celular para las empresas Claro, Movistar y Personal.

### Otros lugares
- Casa "SAN FRANCISCO"
- Ex Club Hotel
  - Todos los días de 9:30 a 16:30hs.
- Fuente de Bautismo
- Dique Balneario
- Circuito de los Artesanos
- Museo Histórico "Sendero de los recuerdos"
- Biblioteca "Macedonio Fernández"
- El Candil Casa de Té
- PASTIZAL Tienda Textil
- * Artesanías y cabañas Piuque-Lom
- Bhagavati Artesanías
- Dandeleon casa de té
- "Gato Azul" Cervecería Artesanal
- Eco Ventania Turismo Aventura y excursiones
- Chocolates Artesanales Pilmayken

## Fiesta de la Golondrina
- En enero, homenaje a las golondrinas que viajan desde San Juan de Capistrano (California) y de Goya (provincia de Corrientes), completando un vuelo de 12 000 km, festival artístico con artistas zonales

## Parroquia Nuestra Señora de Fátima
Se ubica en Villa La Gruta (ex Tivol). Está situada a 8 km del cerro Ventana, camino a Tornquist